# Бурлей, Кондрат Дмитриевич
Кондрат (Кондратий) Дмитриевич Бурлей (Бурля́й, Бурлю́й, Бурлий; годы рождения и смерти — не известны) — украинский военный, политический и дипломатический деятель XVII века, Гадяцкий полковник Войска Запорожского (1648—1649), несколько раз — наказной гетман. Один из сподвижников Богдана Хмельницкого.

## Биография
Происходил из казацкой семьи; когда подрос, присоединился к казакам. Принимал участие в казацко-крестьянском восстании под руководством Павлюка и Острянина .
Во главе казацких отрядов совершил ряд удачных морских походов, а в 1624 году взял приступом Синоп. Служил в реестровом казацком войске, позже перешёл на сторону повстанцев Хмельницкого.
Участник национально-освободительной войны украинского народа под предводительством Б. Хмельницкого 1648—1657 годов. Воевал в должности гадячского полковника. В 1649 со своим полком принимал участие в осаде Збаража. По-видимому, был тяжело ранен, так как ходили слухи о его гибели.
Выполнял важные дипломатические поручения гетмана: в конце марта — апреле 1648 вместе с Б. Хмельницким вёл переговоры с крымским ханом Ислямом III Гераем о создании украинского-татарского военного союза для борьбы против Речи Посполитой; в марте — мае 1653 вместе с С. Мужиловским вёл дипломатические переговоры с царским правительством в Москве; в 1655 совместно с С. Мужиловским и Д. Греком возглавлял украинское посольство в Швецию, которое вело переговоры со шведским королём Карлом X Густавом.
Во время войны несколько раз назначался наказным гетманом.
Судьба Кондрата Бурляя после смерти Богдана Хмельницкого неизвестна. Предположительно, умер после 1655 года.

## Память
В Черкассах существует переулок Полковника Бурляя.
В Збараже есть парк имени Бурляя.